# Třebešice (okres Kutná Hora)
Třebešice (německy Trebeschitz) jsou obec v okrese Kutná Hora ve Středočeském kraji. Žije zde 311 obyvatel. Ve vzdálenosti čtyři kilometry leží jihovýchodně město Čáslav, šest kilometrů severozápadně město Kutná Hora, patnáct kilometrů severozápadně město Kolín a dvacet kilometrů severovýchodně město Přelouč. Protéká tudy Olšanský potok, který je levostranným přítokem řeky Klejnárky.

## Historie
První písemná zmínka o obci pochází z roku 1309.
V obci Třebešice (přísl. Lochy, Klejnary, 572 obyvatel) byly v roce 1932 evidovány tyto živnosti a obchody: 3 obchody s dobytkem, 2 hostince, kovář, 2 lomy, mlýn, pekař, 12 rolníků, řezník, 2 obchody se smíšeným zbožím, trafika, 2 truhláři, 2 velkostatky

## Obyvatelstvo
| Rok            | 1869 | 1880 | 1890 | 1900 | 1910 | 1921 | 1930 | 1950 | 1961 | 1970 | 1980 | 1991 | 2001 | 2011 | 2021 |
| -------------- | ---- | ---- | ---- | ---- | ---- | ---- | ---- | ---- | ---- | ---- | ---- | ---- | ---- | ---- | ---- |
| Počet obyvatel | 610  | 737  | 731  | 674  | 626  | 513  | 572  | 374  | 381  | 239  | 216  | 195  | 219  | 253  | 282  |
| Počet domů     | 57   | 63   | 66   | 66   | 71   | 73   | 107  | 114  | 100  | 80   | 69   | 71   | 81   | 87   | 106  |

## Obecní správa

### Územněsprávní začlenění
Dějiny územněsprávního začleňování zahrnují období od roku 1850 do současnosti. V chronologickém přehledu je uvedena územně administrativní příslušnost obce v roce, kdy ke změně došlo:
- 1850 země česká, kraj Pardubice, politický i soudní okres Kutná Hora[8]
- 1855 země česká, kraj Čáslav, soudní okres Kutná Hora
- 1868 země česká, politický i soudní okres Kutná Hora
- 1939 země česká, Oberlandrat Kolín, politický i soudní okres Kutná Hora[9]
- 1942 země česká, Oberlandrat Praha, politický i soudní okres Kutná Hora[10]
- 1945 země česká, správní i soudní okres Kutná Hora[11]
- 1949 Pardubický kraj, okres Čáslav[12]
- 1960 Středočeský kraj, okres Kutná Hora, obec Církvice[13]
- k 24. listopadu 1990 Středočeský kraj, okres Kutná Hora[13]
- 2003 Středočeský kraj, obec s rozšířenou působností Kutná Hora

### Obecní symboly
Znak a vlajka byly obci uděleny rozhodnutím předsedy Poslanecké sněmovny Parlamentu České republiky dne 6. června 2017.

## Doprava
Dopravní síť
- Pozemní komunikace – Do obce vedou silnice III. třídy. Ve vzdálenosti 1,5 kilometru lze najet na silnici I/38 Jihlava - Havlíčkův Brod - Čáslav - Kolín.

- Železnice – Obcí vede železniční Trať 230 Kolín - Kutná Hora - Havlíčkův Brod, na které je zřízena zastávka. Je to dvoukolejná elektrizovaná celostátní trať zařazená do evropského železničního systému, doprava byla zahájena roku 1869.

Veřejná doprava 2011
- Autobusová doprava – Obcí projížděly autobusové linky Kutná Hora-Čáslav-Horky (v pracovních dnech 6 spojů) a Kutná Hora-Třebešice-Zbýšov (v pracovních dnech 1 spoj) (dopravce Veolia Transport Východní Čechy, a. s.).

- Železniční doprava – V zastávce Třebešice zastavovalo v pracovní dny 13 párů osobních vlaků, o víkendu 10 párů osobních vlaků.

## Pamětihodnosti
- Zámek Třebešice
- Socha svatého Jana Nepomuckého